# Шикунов, Валерий Иванович
Вале́рий Ива́нович Шикуно́в (28 октября 1968, Москва, СССР) — российский футболист. Защитник. Мастер спорта СССР (1987).

## Карьера
Воспитанник СДЮШОР «Спартак» Москва. За свою карьеру выступал в советских и российских командах «Спартак» Москва, РШВСМ-РАФ Елгава, ЦСКА-2 Москва, дублирующий состав ЦСКА Москва (в первенстве дублёров), СКА Ростов-на-Дону, «Асмарал» (Москва), «Пресня», «Динамо» (Москва), «Черноморец» (Новороссийск), «Люберцы».

## Достижения
- Чемпион СССР по футболу (1989)
- Обладатель кубка федерации футбола СССР (1987)
- Мастер спорта (1987)